# Centre d’Arqueologia Subaquàtica de la Comunitat Valenciana
El Centre d'Arqueologia Subaquàtica de la Comunitat Valenciana és un organisme especialitzat que pertany al Servei de Patrimoni Arqueològic, Etnològic i Històric de la Direcció General de Cultura i Patrimoni, creat en 1996. Té la seua seu al Port de Borriana a l'antiga casa de l'enginyer del Port. Els objectius del centre són la investigació, coneixement, conservació i divulgació del patrimoni arqueològic subaquàtic del País Valencià.
Segons el Decret 73/2016, de 10 de juny, del Consell de la Generalitat Valenciana en el que s'aprova el Reglament orgànic i funcional de la Conselleria d'Educació, Investigació, Cultura i Esport, el Centre d'Arqueologia Subaquàtica de la Comunitat Valenciana està adscrit funcionalment a la Direcció General de Cultura i Patrimoni, i orgànicament a la direcció territorial corresponent d'Educació, Investigació, Cultura i Esport. El Servei de Patrimoni Cultural té assignades les funcions de coordinar, donar recolzament i supervisar funcionalment les mesures i actuacions d'estudi, avaluació, foment, investigació i protecció.
A les costes valencianes, cada any es tramiten entre 20 i 30 actuacions sobre patrimoni arqueològic subaquàtic. Fins a l'any 2016 el Centre d'Arqueologia Subaquàtica havia registrat un centenar de restes arqueològiques, que han passat a la consideració de patrimoni cultural després d'estar anys cobertes per l'aigua almenys 100 anys. Les troballes arqueològiques són des de des restes romanes fins a submarins de la I Guerra Mundial. Alguns dels treballs d'investigació s'han portat a terme a les costes de Dénia, on en des de la dècada de 1985 s'ha evidenciat el registre arqueològic més nombrós del País Valencià per la seua història i per ser refugi de grans naus. Una d'estes naus fou el derelicte romà Bou Ferrer que reposa enfront de les platges de la Vila Joiosa amb un carregament format per 2.500 àmfores Dressel 7-11 que es destinaven al transport de salses de peix. Hi ha altres jaciments subaquàtics visitables al Portixol de Xàbia, la Illeta del Banyets de El Campello. L'inventari arqueològic subaquàtic de la I Guerra Mundial se centra al voltant de l'illa de Tabarca i en Canet d'en Berenguer.
L'arqueòloga submarina Asunción Fernández Izquierdo, n'és la directora des de la seua creació al febrer de 1997.